# Герб Осташкова
Герб муниципального образования город Оста́шков Осташковского района Тверской области Российской Федерации.
Герб утверждён Решением № 237 городской думы муниципального образования «Осташков» Тверской области 27 декабря 1999 года.
Герб внесён в Государственный геральдический регистр Российской Федерации под регистрационным номером 772.

## Описание герба
«В пересечённом золотом и лазоревом поле вверху — возникающий чёрный двуглавый орёл с золотыми клювами и червлёными языками, увенчанный двумя малыми и одной большой российской императорской короной (без лент); внизу — три серебряные рыбы, две и одна».

## Описание символики и история герба
Исторический герб Осташкова был Высочайше утверждён 2 апреля 1772 года императрицей Екатериной II вместе с другими гербами городов Новгородской губернии. (ПСЗРИ, 1772, Закон № 13780).
Подлинное описание герба Осташкова гласило:

«Осташкова слобода, жители сей слободы, между прочихъ промысловъ, имѣютъ своё пропитаніе отъ изобильной ловли тутъ близъ лежащего озера, что тако въ гербѣ изображено.

Щитъ разрѣзанной на двое горизонтальною чертою, золото съ голубымъ, въ золотомъ полѣ виденъ рождающійся до половины Императорскій двуглавый орелъ, съ червленными языками, увѣнчанъ тремя коронами золотыми жъ, означающей милость и покровительство Ея Императорскаго Величества; въ голубомъ полѣ показующимъ воду, три рыбы серебреныя плывущіе съ лѣва на право, изъясняющія рыболовной промыслъ и обильство рыбъ».
Герб Осташкова был составлен герольдмейстером князем М. М. Щербатовым, а изобразил его известный геральдический художник Бутковский Артемий Николаевич.
Герольдмейстерская контора возглавляемая М. М. Щербатовым, для вновь учреждаемым городам составляла земельные гербы по определённым правилам. В гербах надо было: «означить первое: милость Ея Императорского Величества к сим селениям; второе: чтобы обстоятельствы или промыслы оных изобразить».
В середине XIX века на груди двуглавого орла в гербе Осташкова появилась монограмма Александра II (Официально герб в данном виде не утверждался). Рисунок герба хранится в Тверском государственном объединённом музее и о нём упоминается в книге Владимира Лавренова и Алексея Васильева «Геральдика Селигерского края».
В 1775 году город Осташков и Осташковский уезд были переданы в состав Тверского наместничества (с 1776 — Тверская губерния).
В 1862 году, в период геральдической реформы Кёне, был разработан проект нового герба уездного города Осташкова Тверской губернии (официально не утверждён):
«В лазоревом щите 3 серебряные рыбы (окуни): 2 и 1, с червлеными глазами и хвостами. В золотой главе щита возникающий императорский орёл. В вольной части герб Тверской губернии. Щит увенчан серебряной стенчатой короной и окружён золотыми колосьями, соединёнными Александровской лентой».
В советский период исторический герб Осташкова не использовался.

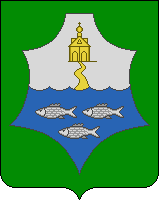
Герб г. Осташков (1970 год)

В начале 1970 года при подготовке к празднованию 200-летия Осташкова был объявлен конкурс на лучший проект герба города. Победителем конкурса стал проект герба, разработанный местным художником А. И. Григорьевым. Проект герба был одобрен Градостроительным советом при исполкоме городского Совета депутатов трудящихся и 9 июня 1970 года решением исполкома Осташковского городского Совета депутатов трудящихся был утверждён. Новый герб города имел следующее описание:
«Герб представляет из себя щит геральдической формы. Цвет щита зелёный, означающий зелёное окружение города лесами. На зелёном фоне белым нанесён контур кожи, олицетворяющий преемственность древней профессии кожевников. Большинство жителей города связано с производством и выделкой кож. В контуре нижняя часть, окрашенная в синий цвет, изображает озеро Селигер со стайкой плывущих селигерских ершей — символ природного богатства края. Эта часть целиком и без изменений взята из старого герба города. Задача нашего поколения сохранить и умножить богатство, данное природой. В верхней части герба изображен домик-часовенка, стоящий у истоков великой русской реки Волги. Этим отображена идея того, что г. Осташков является центром Селигерской зоны отдыха и туризма».
7 апреля 1992 года решением № 75 малого Совета Осташковского городского Совета народных депутатов было утверждено Положение о гербе г. Осташкова, которое отменяло герб 1970 года и восстанавливало исторический герб 1772 года в качестве официального символа города.
27 декабря 1999 года исторический герб Осташкова стал официальным символом муниципального образования «Осташков», который включал в себя на то время город Осташков и Осташковский район.
Герб имел следующее описание: «В пересечённом золотом и лазоревом поле вверху — возникающий чёрный двуглавый орёл с золотыми клювами и червлёными языками, увенчанный двумя малыми и одной большой российской императорской короной (без лент); внизу — три серебряные рыбы две и одна».
Авторы реконструкции герба муниципального образования «Осташков»: Лавренов Владимир Ильич, Пинягин Александр Юрьевич, Коропалов Сергей Анатольевич, Ушаков Алексей Вениаминович.
2 июля 2001 года герб муниципального образования «Осташков» был внесён в Государственный геральдический регистр Российской федерации с присвоением регистрационного номера 772..
В 2005 году муниципальное образование «Осташков» было упразднено и образованы новые отдельные муниципальные образования «Городское поселение — г. Осташков» и «Осташковский район».
В апреле 2011 года городской совет депутатов, «учитывая историческое значение герба, и заботясь о его сохранении во времени», разрешил Осташковскому району использовать городской герб.
24 ноября 2011 года Решением Собрания депутатов муниципального образования «Осташковский район» № 402 «О гербе и флаге муниципального образования Осташковский район Тверской области» утвердило старинный герб города Осташкова гербом муниципального образования «Осташковский район» Тверской области и его описание в качестве официального символа Осташковского района. Данное решение должно вступить в силу после государственной регистрации и официального опубликования в официальном печатном издании — районной газете «Селигер» (по состоянию на середину 2012 года решение не состоялось).

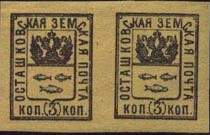
Марка земской почты Осташковского уезда (1878 год)

9 января 1878 года была открыта земская почта Осташковского уезда (Тверской губернии). За доставку частной корреспонденции взималась плата земскими почтовыми марками номиналом в 3 копейки. При выпуске марок была допущена ошибка в изображении герба Осташкова — одна из рыб (нижняя) оказалась плывущей в обратную сторону.